# Яровенко Євген Вікторович
Євген Вікторович Яровенко (нар. 17 серпня 1962, Каратау, Джамбульська область, Казахська РСР) — радянський казахський, український футболіст, українець за національністю, захисник. Заслужений майстер спорту СРСР (1989). Олімпійський чемпіон 1988 року. Український тренер.

## Біографія
В дитинстві отримав важку травму правої ноги, через яку довго лікувався. 1979 року був запрошений в казахську команду «Фосфорит», де став грати лівим півзахисником. 1980 року був запрошений на перегляд в джамбульський «Хімік», але команді не підійшов. Відігравши в Каратау ще рік, 1981 року перейшов в «Хімік», де провів 3 сезони в нижчих лігах.
У 1983 році перейшов в алма-атинський «Кайрат». Дебютував у матчі проти київського «Динамо». 1986 року став капітаном команди. У сезоні-1987 «Кайрат» посів сьоме місце в чемпіонаті СРСР, а Яровенко в списку 33-х найкращих футболістів СРСР був поставлений на 1-е місце. Валерій Лобановський запропонував перейти в київське «Динамо». Поміркувавши, Яровенко відмовив тренеру.
1989 року перейшов у дніпропетровський «Дніпро», в складі якого 1989 року здобув Кубок СРСР і срібні медалі чемпіонату.
У другому колі чемпіонату-1991 перейшов у волгоградський «Ротор» до Леоніда Колтуна. Разом з клубом зайняв 1-е місце в 1-й лізі. У 1992 прийняв запрошення фінського «Конту». Був гравцем основи. Однак, оскільки команда не змогла піднятися лігою вище, через рік залишив команду.
1993 року провів кілька ігор за «Дніпро», але незабаром за рекомендацією Івана Вишневського виїхав до Туреччини, де уклав дворічний контракт з «Сариєром». 1994 року отримав важку травму, повернувся на лікуватися в Україну.
Пізніше грав за «Кривбас». Кар'єру гравця закінчив 1996 року в клубі запорізькому «Металурзі».

## Клуби
| Сезон   | Клуб                     | Країна    | Ліга      | Ігри | Голи |
| ------- | ------------------------ | --------- | --------- | ---- | ---- |
| 1996-97 | Металург (Запоріжжя)     | Україна   | I         | 8    | 0    |
| 1995-96 | Металург (Запоріжжя)     | Україна   | I         | 8    | 0    |
| 1995-96 | Кривбас (Кривий Ріг)     | Україна   | I         | 7    | 1    |
| 1995    | Торпедо (Волзький)       | Росія     | II        | 9    | 0    |
| 1993-94 | Сариєр (Стамбул)         | Туреччина | II        | 10   | 0    |
| 1992-93 | Сариєр (Стамбул)         | Туреччина | Süper Lig | 24   | 0    |
| 1992-93 | Дніпро (Дніпропетровськ) | Україна   | I         | 3    | 0    |
| 1992    | Конту (Хельсінкі)        | Фінляндія | III       | 22   | 1    |
| 1992    | Нива (Тернопіль)         | Україна   | I         | 2    | 0    |
| 1991    | Ротор (Волгоград)        | СРСР      | II        | 13   | 1    |
| 1991    | Дніпро (Дніпропетровськ) | СРСР      | I         | 6    | 0    |
| 1990    | Дніпро (Дніпропетровськ) | СРСР      | I         | 18   | 1    |
| 1989    | Дніпро (Дніпропетровськ) | СРСР      | I         | 20   | 2    |
| 1988    | Кайрат (Алма-Ата)        | СРСР      | I         | 21   | 0    |
| 1987    | Кайрат (Алма-Ата)        | СРСР      | I         | 19   | 5    |
| 1986    | Кайрат (Алма-Ата)        | СРСР      | I         | 28   | 4    |
| 1985    | Кайрат (Алма-Ата)        | СРСР      | I         | 32   | 2    |
| 1984    | Кайрат (Алма-Ата)        | СРСР      | I         | 29   | 0    |
| 1983    | Хімік (Джамбул)          | СРСР      | III       | 21   | 0    |
| 1982    | Хімік (Джамбул)          | СРСР      | III       | 36   | 3    |
| 1981    | Хімік (Джамбул)          | СРСР      | III       | 33   | 2    |

## У збірній
В олімпійській збірній СРСР був на провідних ролях — зіграв у всіх відбіркових матчах до Олімпіади-1988. У фінальній стадії турніру виходив по черзі з Олексієм Чередником. Грав у фінальному матчі проти збірної Бразилії, опікувався Ромаріу. За основну збірну провів 2 матчі. Потрапити на Євро-1988 перешкодила травма — в травні 1988 року був вирізаний апендикс.

## Тренерська робота
1996 року Олександр Лисенко запросив Яровенка до тренерського штабу «Кривбаса». Після приходу в клуб Олег Таран пропрацював ще півсезону і переїхав другим тренером в запорізьке «Торпедо». В кінці сезону 1998/99 працював головним тренером команди. «Торпедо» зайняло перше місце і наступного сезон мало грати у вищій лізі, але команда незабаром розвалилася. З 1999 року почав працювати в «Дніпрі» помічником Леоніда Колтуна, потім — Миколи Федоренка. З 2002 року — тренер в командах «Шахтар-2» та «Шахтар-3». Пішов з донецького клубу за власним бажанням 2005 року, через відсутність подальших перспектив роботи в клубі. З 2006 року — головний тренер казахського клубу «Єсіль-Богатир». У 2007 році недовгий час був головним тренером молодіжної збірної Казахстану.
З 30 листопада 2011 по 27 листопада 2013 року — тренер команди «Нафтовик» (Охтирка).

## Сім'я
Син Олександр (19.12.1987, професійний футболіст, гравець «Нафтовик-Укрнафта»)

## Досягнення
- Олімпійський чемпіон: 1988
- Володар Кубка СРСР 1989.
- Чемпіон СРСР 1 ліга -1991.
- фіналіст кубка федерації футболу СРСР — 1990.
- Названий в списку 33-х найкращих футболістів СРСР під першим номером в 1987 році.
- Володар Ювілейної нагороди УЄФА як найвидатніший футболіст Казахстану за останні 50 років (1954—2003).